# 聖約翰斯 (亞利桑那州馬里科帕縣)
聖約翰斯（英語：St. Johns）是位於美國亞利桑那州馬里科帕縣的一個人口普查指定地區。根據2010年美國人口普查，該地共人口500人，而該地的面積約為平方千米。

## 地理
聖約翰斯的座標為33°18′54″N 112°11′59″W / 33.31500°N 112.19972°W，而該地最高點為海拔高度310米（即1030英尺）。